# Eppo Cremers (1766-1815)
Epimachus Jacobus Ignatius (Eppo) Cremers (gedoopt Groningen, 2 maart 1766 – aldaar, 5 juni 1815) was een jurist en politicus ten tijde van de Bataafse Republiek.

## Familie
Eppo Cremers was een telg uit de katholieke familie Cremers en een zoon van de Groninger advocaat mr. Jacobus Johannes Cremers (1738-1807) en Anna Maria Lucia Heerkens (1737-1801). Hij was een oudere broer van burgemeester F.J.J. Cremers en oom van Eppo Cremers (1823-1896), minister van buitenlandse zaken. Cremers trouwde in 1790 met Elisabeth Genoveva Maria Akerma (1772-1840). Uit dit huwelijk werden zes kinderen geboren.

## Loopbaan
Cremers studeerde rechten in Groningen en promoveerde in 1788, waarna hij als advocaat in de stad werkte. Hij was na de Bataafse Revolutie lid van het gemeentebestuur en een van de provisionele representanten van het gewest Stad en Lande. Hij was lid van het Intermediair Wetgevend Lichaam (1798) en meerdere malen van het Wetgevend Lichaam (1802-1803, 1805-1806, 1806-1810) van de Bataafse Republiek. Na de inlijving van het Koninkrijk Holland bij het Eerste Franse Keizerrijk werd hij voor het departement Westereems benoemd in het Keizerlijk Wetgevend Lichaam, het Corps législatif. Vanaf 1811 was Cremers ook vrederechter (juge de paix) en na 1813 enige tijd lid van de Provinciale Staten van Groningen. Hij was ridder in de Orde van de Unie.
Eppo Cremers overleed op 49-jarige leeftijd.
- Biografisch Portaal: 60944508
- Parlement.com: vg09llugzyyr